# Elecciones provinciales de Misiones de 2019
Las elecciones generales de la provincia de Misiones 2019 se realizaron el 2 de junio, separadas de las elecciones nacionales. Además de los cargos ejecutivos, se eligieron la mitad de los diputados provinciales.

## Candidatos
| Logo                                        | Logo                                        | Partido/Alianza                  | Candidato a gobernador                       | Candidato a gobernador                       | Candidato a vicegobernador | Candidato a vicegobernador |
| ------------------------------------------- | ------------------------------------------- | -------------------------------- | -------------------------------------------- | -------------------------------------------- | -------------------------- | -------------------------- |
|                                             |                                             | Frente Renovador de la Concordia |                                              | Oscar Herrera Ahuad                          |                            | Carlos Omar Arce           |
| - Vicegobernador de Misiones (2015-2019)    | - Vicegobernador de Misiones (2015-2019)    | Frente Renovador de la Concordia | - Presidente de la Obra Social de Misiones   | - Presidente de la Obra Social de Misiones   |                            |                            |
|                                             |                                             | Juntos por el Cambio             |                                              | Humberto Schiavoni                           |                            | Luis Mario Pastori         |
| - Senador Nacional por Misiones (2017-2021) | - Senador Nacional por Misiones (2017-2021) | Juntos por el Cambio             | - Diputado Nacional por Misiones (2013-2021) | - Diputado Nacional por Misiones (2013-2021) |                            |                            |
|                                             |                                             | Frente Popular Agrario y Social  |                                              | Pablo Isaac Lenguaza                         |                            | Héctor Orlando Bárbaro     |
| - Diputado Provincial (2017-2021)           |                                             | Frente Popular Agrario y Social  |                                              |                                              |                            |                            |
|                                             |                                             | Partido del Obrero               |                                              | Olga Beatriz Aguirre                         |                            | Eduardo Demetrio Cantero   |
| - Abogada                                   |                                             | Partido del Obrero               |                                              |                                              |                            |                            |

## Resultados

### Gobernador y vicegobernador
| Fórmula               | Fórmula                  | Partido/Alianza       | Partido/Alianza                  | Votos   | %     |
| Gobernador            | Vicegobernador           | Partido/Alianza       | Partido/Alianza                  | Votos   | %     |
| --------------------- | ------------------------ | --------------------- | -------------------------------- | ------- | ----- |
| Oscar Herrera Ahuad   | Carlos Omar Arce         |                       | Frente Renovador de la Concordia | 494.045 | 72,81 |
| Humberto Schiavoni    | Luis Mario Pastori       |                       | Juntos por el Cambio             | 119.346 | 17,59 |
| Pablo Isaac Lenguaza  | Héctor Orlando Bárbaro   |                       | Frente Popular Agrario y Social  | 55.369  | 8,16  |
| Olga Beatriz Aguirre  | Eduardo Demetrio Cantero |                       | Partido del Obrero               | 9.809   | 1,45  |
| Votos afirmativos     | Votos afirmativos        | Votos afirmativos     | Votos afirmativos                | 678.569 | 95,20 |
| Votos en blanco       | Votos en blanco          | Votos en blanco       | Votos en blanco                  | 28.958  | 4,06  |
| Votos nulos           | Votos nulos              | Votos nulos           | Votos nulos                      | 5.227   | 0,73  |
| Participación         | Participación            | Participación         | Participación                    | 712.754 | 78,58 |
| Electores registrados | Electores registrados    | Electores registrados | Electores registrados            | 907.008 | 100   |
| Fuente:               |                          |                       |                                  |         |       |

### Cámara de Representantes
| ← 2017 · Cámara de Representantes · 2021 → | ← 2017 · Cámara de Representantes · 2021 → | ← 2017 · Cámara de Representantes · 2021 → | ← 2017 · Cámara de Representantes · 2021 → | ← 2017 · Cámara de Representantes · 2021 → | ← 2017 · Cámara de Representantes · 2021 → |
| Partido                                    | Partido                                    | Votos                                      | %                                          | Bancas                                     | Candidatos |
| ------------------------------------------ | ------------------------------------------ | ------------------------------------------ | ------------------------------------------ | ------------------------------------------ | --- |
|                                            | Frente Renovador de la Concordia           | 491.231                                    | 72,86                                      | 16/20                                      | Ver candidatos: 1. Hugo Passalacqua 2. Rita Vanesa Núñez 3. Carlos Rovira 4. Anazul Centeno 5. Avelino González 6. Soledad Balan 7. Jorge Daniel Franco 8. Silvia Araceli Rojas 9. Ramón Omar Olsson 10. Verónica Adriana Bezus 11. Julio Alfredo Petterson 12. Laura Grisel Duarte 13. Héctor Ricardo Llera 14. María Cristina Bandera 15. Lucas Aníbal Romero 16. Yamila Lisette Ruiz 17. Isidro Javier Duarte 18. Marta Bragañolo 19. Héctor Javier Kwaszka 20. Cynthia Fiorella Brunel                                                                                   |
|                                            | Juntos por el Cambio                       | 118.901                                    | 17,63                                      | 3/20                                       | Ver candidatos: 1. Jorge Eduardo Lacour 2. Roxana Paola Velázquez Larraburu 3. Jorge Ubaldo Ratier Berrondo 4. Cynthia Marcela Cardozo 5. Héctor Alejandro Falsone 6. Catalina Mercedes Zárate 7. Nicolás Luighi Bertolusso 8. Gabriela Analía Szyszko 9. Marcos Marcelo Cassol 10. Sofía Ailin Moreira 11. Silvio Denis Contreras 12. Norma Nélida Jara 13. Darío Fabián Bogado 14. Mirian Yolanda Rivero 15. Raúl Eduardo Ríos 16. Lidia Ofelia Quintana 17. Carlos Javier Zayas 18. Ramona Inés Bonifacio 19. Luis Mateo Llamas 20. Luciana Marina Olmedo                 |
|                                            | Frente Popular Agrario y Social            | 54.326                                     | 8,06                                       | 1/20                                       | Ver candidatos: 1. Martín Aníbal Sereno 2. Clelia Yanes Alfonsina Carballo 3. Mario Vicente Esper 4. Graciela Beatriz de Melo 5. José Luis Fuentes 6. María Nélida de la Fuente 7. Julio César Fariña 8. Miriam Yngrind Barboza 9. Marcelo Fabián Grasiadei 10. Margarita Inés Idzi 11. Nicolás Fernando Guerrero 12. Martha Liliana Gómez 13. Víctor Alfredo Rosenfeld 14. Angélica Rosa Pintos 15. Ricardo Oscar Pacheco 16. Hilda Isabel Saucedo 17. Mario Alberto Giuliani 18. Iris Magdalena Morínigo 19. Rosendo Gilberto Elizalde 20. Liliana Verónica Caballero Báez |
|                                            | Partido del Obrero                         | 9.796                                      | 1,45                                       | 0/20                                       | Ver candidatos: 1. Aníbal Rubén Zeretzki 2. Flavia Silvina López 3. Guillermo Maximiliano Ramisch 4. Laura Brusca 5. Lucas Esequiel Torrez 6. Rocío Belén Rodríguez 7. Juan Carlos Lovera 8. Ramona Josefa Romero 9. Dionisio Mallorquín Villalba 10. Alicia Soledad García 11. Celso Fabián Toledo 12. Silvina Mabel de Melo 13. Héctor David Trinidad 14. Susana Noemí Báez 15. Bernardo Esteche 16. Romina Gisel Mallorquín 17. Celedonio Nuñez 18. María Nazaria Pedersen 19. Miguel Ángel Villalba 20. Lorenza Venialgo                                                 |
| Votos afirmativos                          | Votos afirmativos                          | 674.254                                    | 94,60                                      |                                            | |
| Votos en blanco                            | Votos en blanco                            | 33.321                                     | 4,67                                       |                                            | |
| Votos nulos                                | Votos nulos                                | 5.179                                      | 0,73                                       |                                            | |
| Participación                              | Participación                              | 712.754                                    | 78,58                                      |                                            | |
| Electores registrados                      | Electores registrados                      | 907.008                                    | 100                                        |                                            | |
| Fuente:                                    |                                            |                                            |                                            |                                            | |